# Bolitophila caspersi
Bolitophila caspersi is een muggensoort uit de familie van de Bolitophilidae. De wetenschappelijke naam van de soort is voor het eerst geldig gepubliceerd in 1956 door Plassmann.